# Movimiento Wikimedia

Mapa con la distribución de capítulos (en azul) y grupos de usuarios (en verde)

El movimiento Wikimedia es la comunidad global de colaboradores con los proyectos Wikimedia. El movimiento fue originalmente creado en torno a Wikipedia, pero desde entonces se ha expandido a muchos otros proyectos, que incluyen la comunidad de Wikipedia, con alrededor de 70 000 voluntarios, las restantes comunidades de otros proyectos Wikimedia como Wikidata o Wikimedia Commons, y desarrolladores de software voluntarios que contribuyen a MediaWiki. Estos voluntarios reciben el apoyo de numerosas organizaciones alrededor del mundo, entre otras la Fundación Wikimedia, capítulos, organizaciones temáticas y grupos de usuarios.

## Comunidad
La comunidad Wikipedia es la comunidad de colaboradores de Wikipedia. Consta de editores (o colaboradores) y administradores, conocidos como «Bibliotecarios».

## Proyectos
La Fundación posee y opera doce wikis que son escritos y gestionados por editores voluntarios. Estos incluyen, por fecha de lanzamiento:
| Proyecto          | Descripción                                                                           | Fecha de Inicio          | Logo | Web                   | N.º versiones idiomaticas |
| ----------------- | ------------------------------------------------------------------------------------- | ------------------------ | ---- | --------------------- | ------------------------- |
| Wikipedia         | Enciclopedia en línea                                                                 | 15 de enero de 2001      |      | www.wikipedia.org     | 339                       |
| Wikcionario       | Diccionario en línea y tesauro                                                        | 12 de diciembre de 2002  |      | www.wiktionary.org    | > 170                     |
| Wikilibros        | Colección de libros, en su mayoría libros de texto                                    | 10 de julio de 2003      |      | www.wikibooks.org     | 100                       |
| Wikiquote         | Colección de citas                                                                    | 10 de julio de 2003      |      | www.wikiquote.org     |                           |
| Wikiviajes        | Guía de viajes                                                                        | 10 de julio de 2003      |      | www.wikivoyage.org    |                           |
| Wikisource        | Biblioteca digital                                                                    | 24 de noviembre de 2003  |      | www.wikisource.org    |                           |
| Wikimedia Commons | Repositorio de imágenes, sonidos, videos y medios en general                          | 7 de septiembre de 2004  |      | commons.wikimedia.org |                           |
| Wikispecies       | Catálogo taxonómico de especies                                                       | 14 de septiembre de 2004 |      | species.wikimedia.org |                           |
| Wikinoticias      | Periódico en línea                                                                    | 8 de noviembre de 2004   |      | www.wikinews.org      | 29                        |
| Wikiversidad      | Colección de tutoriales y cursos, también un punto de coordinación de investigaciones | 15 de agosto de 2006     |      | www.wikiversity.org   | 16                        |
| Wikidata          | Base de conocimiento                                                                  | 30 de octubre de 2012    |      | www.wikidata.org      |                           |
| Wikifunctions     | Catálogo de funciones de computadora                                                  | diciembre de 2020        |      | www.wikifunctions.org |                           |

- Meta-Wiki – sitio central para la coordinación de todos los proyectos y el movimiento Wikimedia
- Wikimedia Incubator – un wiki único para redactar las páginas principales de nuevas ediciones de idiomas en desarrollo
- MediaWiki – sitio para coordinar el trabajo en el software MediaWiki
- Wikitech – documentación técnica de la infraestructura de Wikimedia y otros proyectos
- Servicios en la Nube de Wikimedia — proveedor de alojamiento para herramientas
- Phabricator – no es un wiki, sino un sistema global de tickets para el seguimiento de problemas y solicitudes de características[2]

## Organizaciones

### Fundación Wikimedia
La Fundación Wikimedia (WMF) es una organización estadounidense sin ánimo de lucro y benéfica, con sede en San Francisco, California. Es la propietaria de los dominios y opera la mayoría de los sitios web de los distintos proyectos Wikimedia.
Fue fundada en 2003 por Jimmy Wales con el objetivo de gestionar y financiar Wikipedia y sus proyectos hermanos, manteniendo el estatus «sin ánimo de lucro». Su propósito es «... facultar y animar a la gente de todo el mundo a reunir y desarrollar contenido educativo neutral bajo una licencia de contenido libre o en el dominio público, y a difundirla de manera efectiva y global».
Según la declaración fiscal de 2015, la Fundación contó con un presupuesto de 72 millones de dólares, gastando 52 millones de dólares en su funcionamiento y aumentando sus reservas en 82 millones de dólares.

### Capítulos
Los capítulos son organizaciones que apoyan los proyectos Wikimedia en regiones geográficas específicas, mayoritariamente países. En 2024 hay 37 capítulos activos.
Wikimedia Alemania (WMDE) es el capítulo más grande, con un presupuesto total de 20 millones de euros; destina aproximadamente un millón de euros a sostener la corporación responsable de distribuir las donaciones y 4 millones de euros para transferir a WMF.
Para tener el mismo procedimiento, cada capítulo sigue el mismo proceso y solicita su presupuesto anual en el comité de distribución de fondos. La fundación, como propietaria del dominio de las páginas de los proyectos, o bien pide donaciones a través del sitio web de un país (por ejemplo para Alemania, Suiza), o bien paga a un capítulo la cantidad acordada (otros capítulos). Un total de menos de 4 millones de dólares se distribuye de este modo a los capítulos y organizaciones temáticas. La base legal es un «Acuerdo de Capítulos» con la fundación.

### Organizaciones temáticas
Las organizaciones temáticas se crearon para apoyar Wikimedia proyectos en una área concreta. Actualmente existe únicamente una de estas organizaciones.

### Grupos de usuarios
Los grupos de usuarios tienen menos requisitos formales que los capítulos y las organizaciones temáticas. Apoyan y promueven los proyectos Wikimedia localmente o sobre un tema, campo o asunto concreto.  Una vez reconocidos por el Comité de Afiliaciones,  están sujetos a un «Acuerdo y Código de Conducta para Grupos de Usuarios» con la fundación.
En 2024 existían 153 grupos de usuarios.